# Calamagrostis montanensis
Calamagrostis montanensis är en gräsart som först beskrevs av Frank Lamson Scribner, och fick sitt nu gällande namn av Frank Lamson Scribner och George Vasey. Calamagrostis montanensis ingår i släktet rör, och familjen gräs. Inga underarter finns listade i Catalogue of Life.

## Bildgalleri

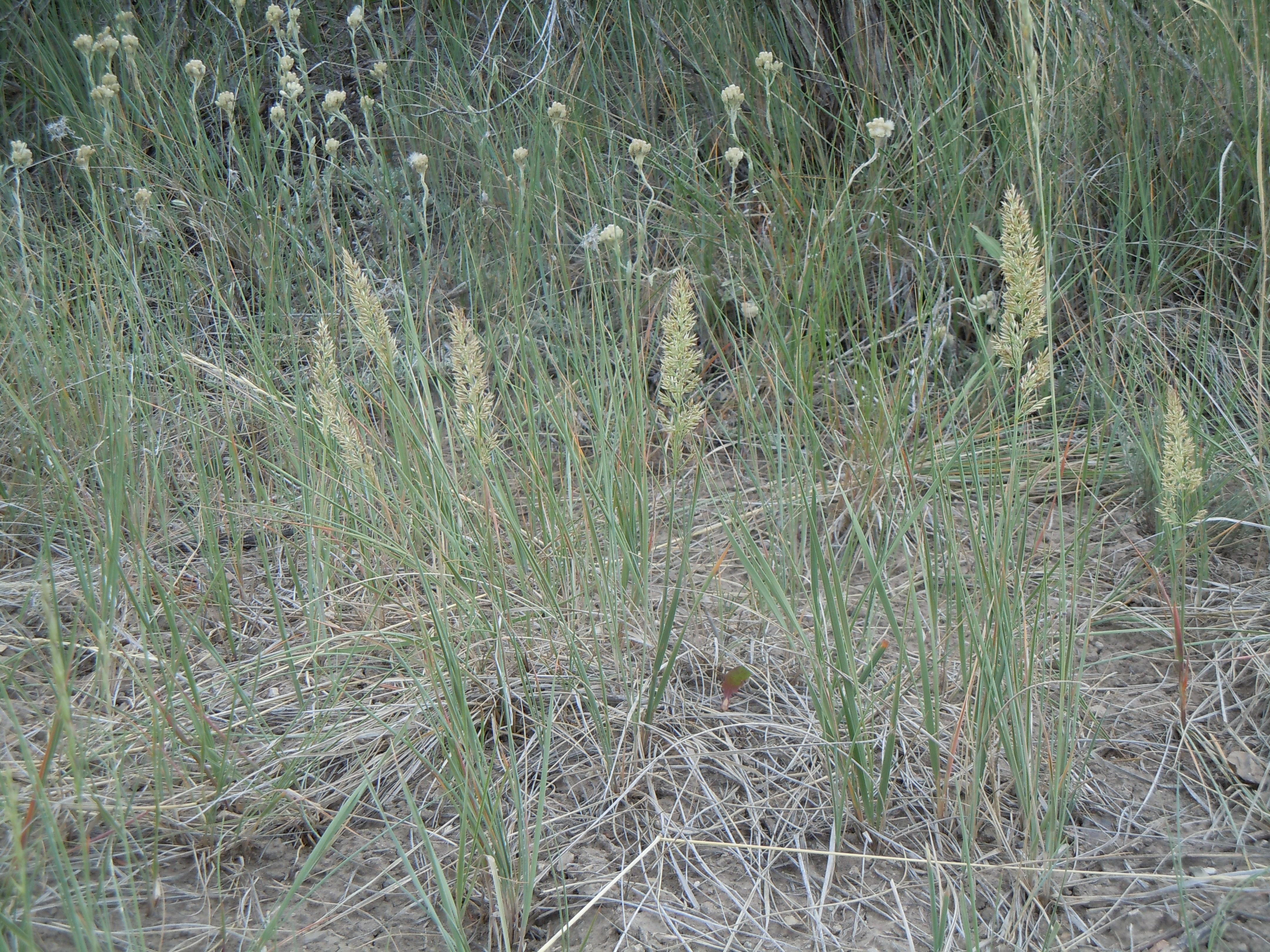
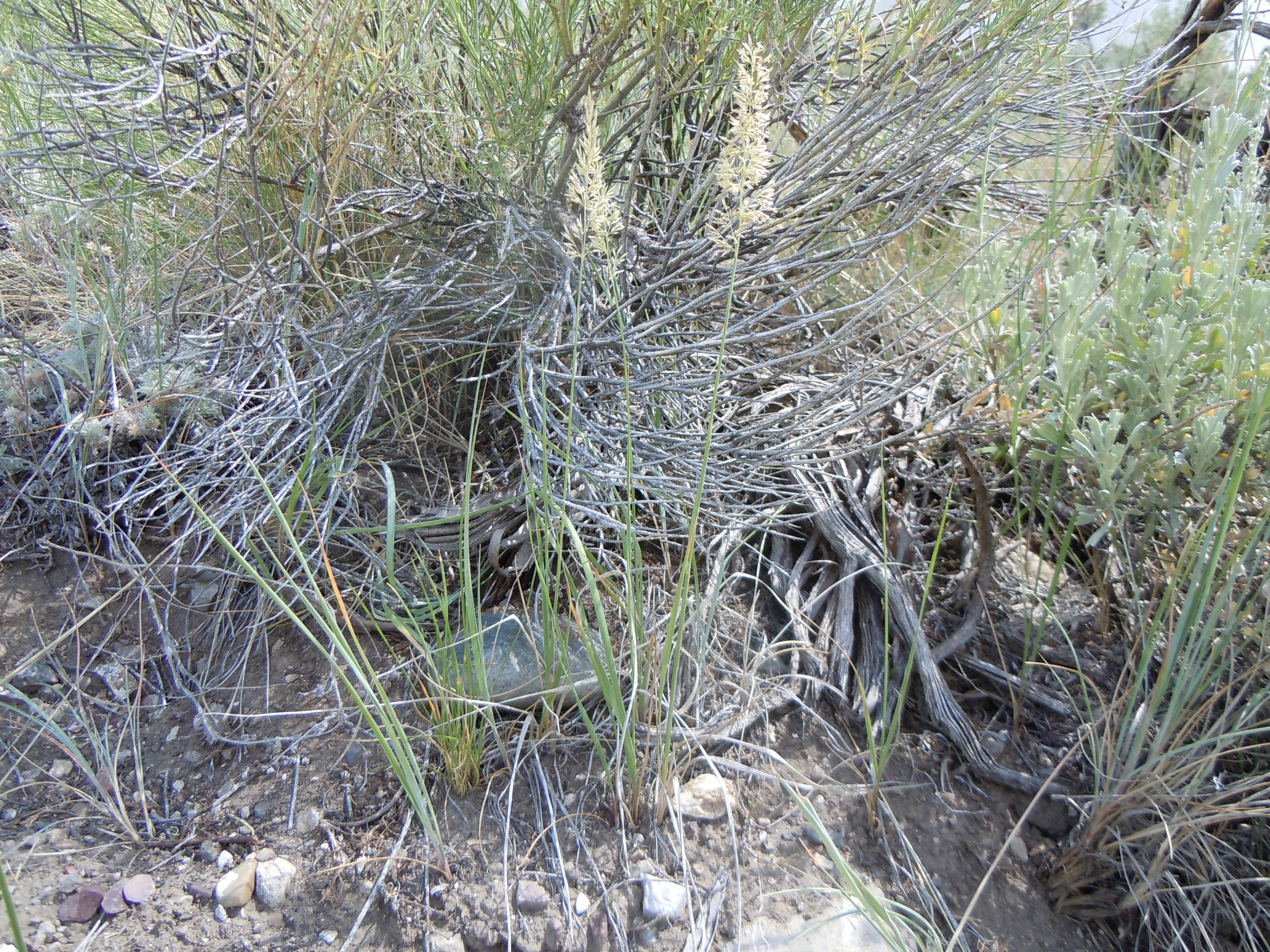
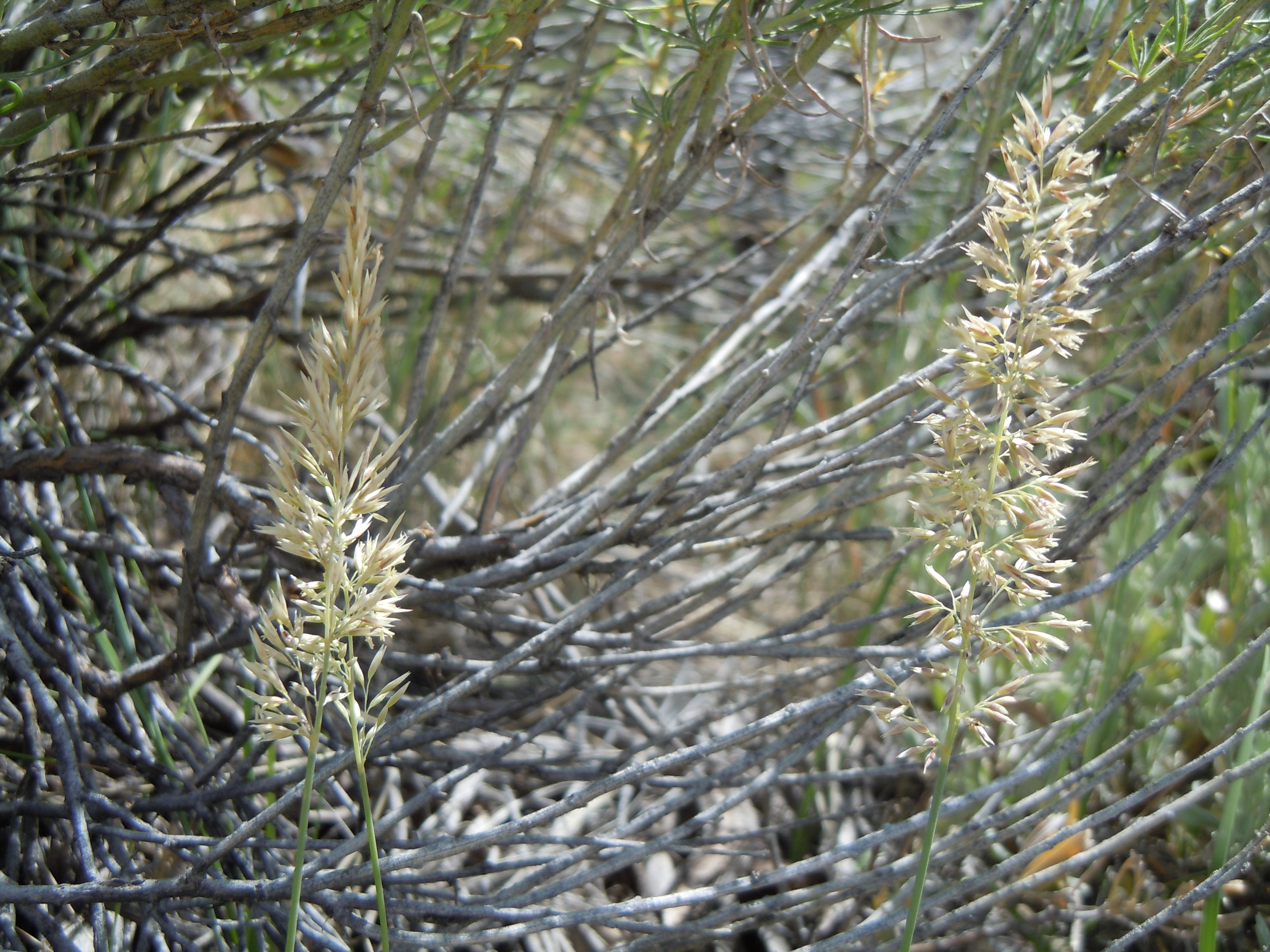